# The Amanda Show

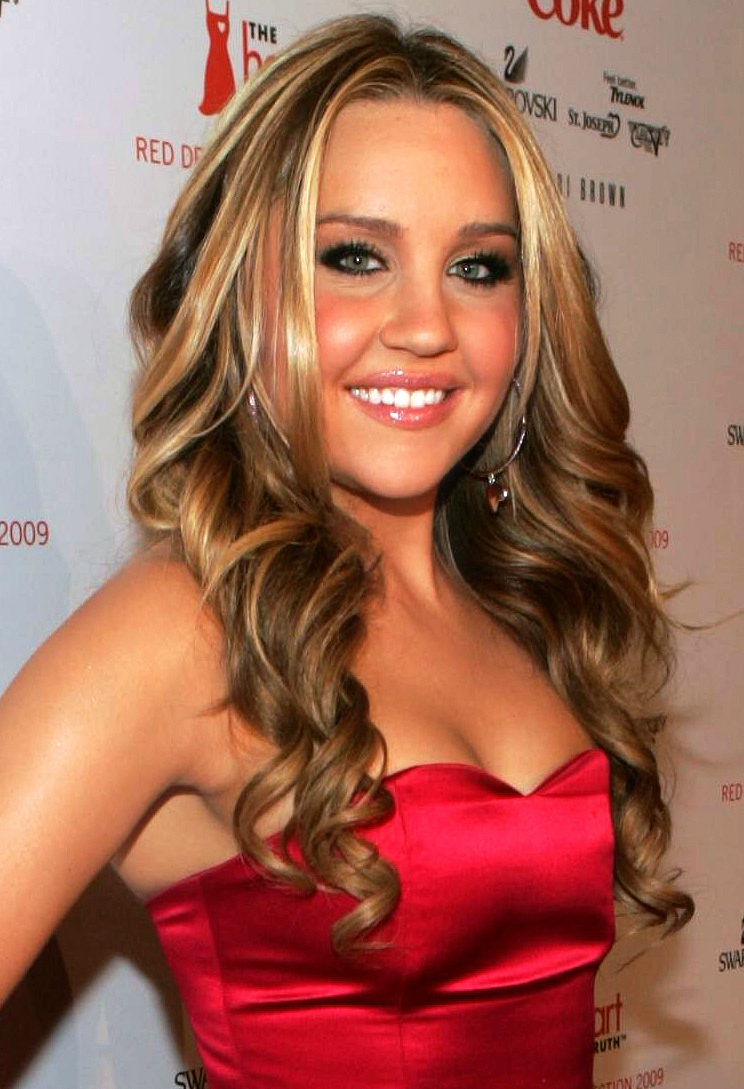
Hauptdarstellerin Amanda Bynes

The Amanda Show ist eine US-amerikanische Sketch Comedy Show von Dan Schneider, die vom 6. Oktober 1999 bis zum 21. September 2002 auf dem US-amerikanischen Sender Nickelodeon lief, jedoch in Deutschland außer einer kleinen Szene nie gezeigt wurde. Die Hauptdarstellerin ist Amanda Bynes, zweiter Hauptdarsteller ist Drake Bell, eine weitere Darstellerin ist Nancy Sullivan. Raquel Lee und John Kassir waren nur in der ersten Staffel dabei und verließen danach die Show, in der zweiten Staffel kam Josh Peck hinzu. Die Show hatte drei Staffeln mit insgesamt 40 Folgen, nach Abdrehen der Show wurden noch sechs Best-of-Folgen zusammengestellt. Die Show wurde abgesetzt, da Amanda Bynes bei einem anderen Sender unter Vertrag ging. Drake Bell und Josh Peck bekamen anderthalb Jahre später ihre eigene Serie Drake & Josh, wo auch Nancy Sullivan mitspielte.

## Die Episoden (Zusammenfassung)

### Staffel 1

#### Episode 1
Die Episode beginnt damit, dass eine Menschenmenge versucht, in die Amanda Show hineinzukommen, und Penelope Taynt, die ein 12 Jahre alter Fan von Amanda ist und am Ende von fast jedem Satz das Wort „bitte“ ergänzt, würde alles tun, um Amanda zu treffen. In der Zwischenzeit nähert sich Amanda in einem Hubschrauber. Aber als der Pilot einschläft, muss Amanda aus dem Hubschrauber springen und landet auf dem Set. Kenan Thompson und Josh Server (die mit Amanda bei All That She Wants mitspielten) bringen Amanda eine Pizza und beglückwünschen sie zu ihrer neuen Show. Dann zeigt die Amanda Show ihren ersten Sketch mit Richterin Trudy, die die Kinder bevorzugt und die Erwachsenen auf lächerliche Art und Weise bestraft. Dann trifft die Show die Klutzes, eine Familie, deren Mitglieder immer Dinge kaputt machen und sagen: „Kein Problem“...

#### Episode 2
Die Episode beginnt damit, dass Amanda aus irgendeinem Grund nicht auf der Gästeliste steht, weswegen sie 3 Sicherheitsmänner bekämpfen muss, um durchzukommen. Jack (Amanda Bynes) und Jake (Raquel Lee), die zwei erfolglosesten Schläger in der Schule, versuchen, Ärger zu verursachen, aber keines ihrer Verbrechen klappt. Später, im „Knetfigur Amanda“-Sketch, hat Amanda ein Date mit einem Jungen mit einem riesigen Pickel, in den sie sich irgendwie verliebt. Als Nächstes stellt die Show die Simians vor, die eine merkwürdige Halbaffenfamilie ist. Zum Schluss hat Amanda ein wenig Spaß mit einem Telefonstreich bei Mr. Oldman, der eigentlich Dan Schneider ist, der Erfinder der Show...

#### Episode 3
Amanda, Drake und Raquel essen. Drake hat einen Hummer, was die Tanzenden Hummer sehr wütend macht, so dass sie das Zimmer verlassen. Amanda versucht, ihre Show zu beginnen, wird aber wegen einer Kiste unterbrochen, in der Penelope ist. Ihr Vorhaben klappt leider nicht, weil Amanda wegging, als sie aus der Kiste ausbrach. Als Nächstes stellt die Show eine weitere verrückte Familie vor, die Wrestlebergs. Sie sind besessen von Wrestling und haben einen Familienschiedsrichter im Haus. Die Show geht dann in die Mädchentoilette; deren Hauptdarsteller sind Amber (Amanda Bynes), das beliebteste Mädchen in der Schule, Sheila (Raquel Lee), ein böses Mädchen, Tammy (Jamie Snow), eine Austauschschülerin aus Tennessee, und Debbie (Jenna Morrison), ein langsam denkendes und doofes Mädchen. Danach gibt es einen Hinterwäldlermoment, mit dem zwei Hinterwäldler, Lula Mae (Amanda Bynes) und Eenis (Drake Bell), gemeint sind, die immer lächerliche Klopf-Klopf-Witze erzählen, und dann besucht die Show Total Kyle, mit dem Kyle (Drake Bell), ein zurückgebliebener Hippiesurfer, gemeint ist...

#### Episode 4
Die Episode beginnt damit, dass Amanda mit den Hummern tanzen übt und als sie weggeht, verkleidet sich Penelope als einer der Hummer und beteiligt sich an deren Tanz. Die Show stattet dann Blockblister einen Besuch ab, einem Laden, der einer ausländischen Familie mit merkwürdigem Akzent gehört, die den Kunden immer selbstgemachte Parodien des eigentlichen Films gibt, die von der Familie gemacht wurden. Dann beginnt der Gerichtssaal von Richterin Trudy mit der Halloweenausgabe. Als Nächstes stellt die Show die Literals vor, die Familie, die Dinge genau so versteht, wie sie klingen. Zum Schluss zeigen Amanda und die Tanzenden Hummer die Tänze, die sie vorher geübt hatten...

#### Episode 5
Die Episode beginnt damit, dass Amanda in einem ungewöhnlichen Aufzug einen Cowboy, ein Küstenmädchen, Clowns und Hummer trifft. Danach gibt es einen Werbespot über einige ferngesteuerte Unterhosen. Mr.Gullible, ein Vertretungslehrer, der sehr leichtgläubig ist, wird von seinen Schülern ausgetrickst. Die Show stattet dann Scooper Dooper einen Besuch ab, dem Restaurant, das richtig eklige Eiscreme anbietet. Es gibt auch die Publikumspreise; diese beinhalten das beste Lachen, den dümmsten Zuschauer und die Person, die vom am weitesten entfernten Planeten kommt...

#### Episode 6
Penelope versucht, in Amandas Zimmer einzubrechen, indem sie sich in eine Kanone setzt und feuert. Sie landet genau im Zimmer, aber nur mit Drake. Als Amanda auf die Bühne geht, erzählt sie einen Witz, aber die Zuschauer verstehen kein Wort, das sie sagt, denn sie sprechen kein Englisch, also muss sie ihre Zeit damit verbringen, ihnen es beizubringen. Es gibt auch einen Einblick in das Spiel „Also wollen Sie fünf Dollar gewinnen?“ mit Marcy Stimple (Nancy Sullivan) und Kyle vom „Total Kyle“-Sketch als Kandidaten. Dann stattet die Show der berühmten Videothek, Blockblister, einen weiteren Besuch ab. Diesmal vertreibt die Biokeyfamilie die Kunden mit „Tidanic“ und einem Trainingsvideo mit Blini und Biscotti, die immer und immer wieder „hinlegen“ und „aufsetzen“ sagen, während sie eine Pizza essen. Danach heißt eine Familie ihren neuen Babysitter (Amanda Bynes) willkommen, die ein „Profi“ ist, sich aber eigentlich wie ein Baby benimmt...

#### Episode 7
Penelope verteilt über 50 Telefone um sich herum, so dass sie versuchen kann, bei einem Radiowettbewerb ein Abendessen mit Amanda zu gewinnen. Sie gewinnt, aber als das Radio sie zurückruft, weiß sie nicht, den Hörer welches Telefons sie abheben muss. Zuerst bestraft und verurteilt Richterin Trudy die Eltern Mr. und Mrs. Fima, die das Taschengeld ihres Sohnes Jason Fima gestrichen hatten und Mrs. Drummell, die ihre Tochter Amy in ihr Zimmer geschickt hatte. Als Zweites zeigt die Show den Mädchentoilettensketch, in dem Sheila, Tammy und Debbie für Amber stimmen. Als Caroline sich nicht entschieden hat, für wen sie stimmt, gibt Sheila ihr eine „Spülung“ und schafft es schließlich, dass sie für Amber stimmt. Danielle Spencer und Amber steigen zum Schluss aus dem Rennen aus und unterstützen Jamie Bradford. Die Show stattet Souper Dooper einen weiteren Besuch ab, aber dieses Mal verkaufen sie jetzt merkwürdige Suppen...

#### Episode 8
Diesmal wacht Penelope von ihrem schlechten Traum auf und ihre Eltern (die auch „bitte“ in ihren Sätzen ergänzen) stellen ihr einen Überraschungsbesucher aus der Amanda Show vor, den Kameramann. Mr. Gullible kommt in die Klasse und wird wieder einmal von seinen Schülern ausgetrickst. Der Procrastinator erscheint auch zum ersten Mal und sagt jedes Mal, wenn etwas Schlimmes passiert, „irgendwann“. Amanda wird von einem Zuschauer unterbrochen, der seine LFO-CD nicht hören kann. Amanda löst das Problem, indem sie die Band persönlich herholt! Sie singen den Song Girl On TV für Amanda. Drake, Raquel und die Tanzenden Hummer tanzen mit ihnen. Am Ende beschreibt LFO Amanda als „das schönste Mädchen in der Welt“. Sie bitten Amanda raus auf die Bühne zu ihnen, als sie den Song beenden ...

#### Episode 9
Raquel bekommt zwei Fanbriefe und Drake bekommt auch einen, aber der ist eigentlich für die Tanzenden Hummer. Amanda führt einen Zaubertrick vor, dann zeigt die Show einen weiteren Werbespot über Wege, aus der Schule rauszukommen. Richterin Trudy hat ein Date mit dem jungen Mann Alex in einem Restaurant, aber seine Eltern David und Lorraine kommen und Richterin Trudy bestraft sie. Als Nächstes gibt es einen weiteren Anruf von Amanda bei Mr. Oldman, dann wird es gerade Zeit für „Wenn Cheerleader angreifen“, das Dokumentationsprogramm, in dem die Show zeigt, wie unschuldige Leute von Cheerleadern angegriffen werden, die tanzen und Leuten mit Pompoms wehtun...

#### Episode 10
Penelope hat das A von den AMANDA-Buchstaben im Amanda-Show-Studio gestohlen, weswegen es die MANDA Show heißt. Es wird Zeit, um Sushi Dooper mit Dareen und Vater zu besuchen, die jetzt unappetitliches Sushi wie Zehennagelsushi und Samurairollen anbieten. Amandas Vater kauft einen neuen Fernseher, der von einem Schmuggler gestohlen wird. Es gibt auch den „Total Kyle“-Sketch und Telefonstreiche bei Mr. Oldman. Zum Schluss beschließt Penelope, das „A“ zurückzubringen, aber sie hat Schwierigkeiten, es auf die Rückbank eines Taxis zu bekommen...

#### Episode 11
Diesmal wird in der Show Amandas Geburtstag gefeiert, als Penelope einen selbstgebauten Roboter benutzt, um die Amanda Show unter ihre Kontrolle zu bekommen. Im Roboter ist ihr Bruder Preston, der nicht aufhört, nach einem Sandwich zu fragen. Die Klutzfamilie legt ihre Hände auf einige unbezahlbare, unersetzbare Kunstwerke, aber macht irgendwann alle kaputt. In der Mädchentoilette, in der Amber, Sheila, Tammy und Debbie drin sind, werden die Girls’ Choice Awards von ihnen moderiert. Als Sheila Tina Capone eine „Spülung“ gibt, damit Tina den letzten Preis nicht annehmen kann, ist Amber glücklich, den letzten Preis anzunehmen. Als Nächstes zeigt die Show eine weitere Dokumentation über „Wenn alte Frauen angreifen“, in der die Show zeigt, wie ältere Frauen unschuldige Leute mit Stöcken und Schirmen misshandeln...

#### Episode 12
Amanda entdeckt, dass es kein Publikum gibt, das ihren Witz zu Beginn hört, denn sie ist zu früh gekommen. Richterin Trudy bestraft auf unfaire Art und Weise einen Mann, dessen Zootiere in der ganzen Stadt freigelassen wurden, und eine Frau, deren Tochter ihr Gesicht, Haar und andere Stellen orange gefärbt hatte. Amanda kann auch nachts nicht schlafen, also geben ihre Eltern ihr eine Puppe namens „Rock-A-Bye-Ralph“, die nicht still ist. Einer der Hummer hat eine Erkältung. Also sagt Amanda: „Du brauchst deine tägliche Dosis Vitamin C!“, als Gastsängerin Vitamin C persönlich für Amanda und das Publikum singt. Mr. Oldman bekommt einen weiteren Telefonstreich von Amanda...

#### Episode 13
Penelope und Preston versuchen, Amanda zu klonen, indem sie einen Zehennagel benutzen, den sie im Müllcontainer gefunden haben. Zuerst stattet die Show der berühmten Videothek, Blockblister, einen weiteren Besuch ab. Diesmal vertreibt die Biokeyfamilie die Kunden mit selbstgemachten Parodien von „Schreie“, „Star Trek“ und dem „Brady Bunch“. Stanley, Drakes Rolle, hat in der Schule ein Problem mit einer neuen Schülerin namens Wanda, die sich benimmt und aussieht wie eine verfluchte Hexe. Dann zeigt die Show einen weiteren Hinterwäldlermoment, in dem Lula Mae Eenis nervt. Melody (Amanda Bynes) und Thad (Drake Bell) gehen in ein Restaurant, um für die Leute zu singen, aber ihre Songs, der „Kahlsong“ und „Essen in einem Restaurant“ scheinen die Leute, die essen, abzuschrecken und zu nerven. Diese Episode ist auch die letzte von Staffel 1...

### Staffel 2

#### Episode 14
In der neuen Staffel von der Amanda Show besticht Penelope einen Sicherheitsmann, um ins Publikum zu kommen. In der Zwischenzeit versucht Amanda, den Anfang zu machen, aber wird von Squaretänzern auf dem Dach abgelenkt. Ein Angebot für Pophosen, Popcorn, das man in seinen Hosen machen kann, wird gezeigt. Viele neue Kandidaten sind in einem Auto eingesperrt in noch einer weiteren Folge von „Gestrandet“. Und mehr unzufriedene Kunden beschweren sich bei den Besitzern von den Blockblistervideos, aber die Besitzer erkennen nicht, was mit den Videos nicht stimmt...

#### Episode 15
Amanda spielt in einem Schlammpool, aber bevor die Show beginnt, muss sie sauber werden. Wer hat von einer Autowaschanlage gehört? Nun, hier ist es eine Starwaschanlage! Ein Werbespot wird gezeigt, der LunchBay.com anbietet, eine Webseite, auf der man das Mittagessen von anderen kaufen und sein eigenes verkaufen kann. Es gibt mehr Gerichtssaalaction mit Richterin Trudy, mehr herzschmerzende Dramen bei „Moody's Point“, und zum Schluss mehr „interessante“ Diskussionen mit Kyle bei „Total Kyle“...

#### Episode 16
Die Show tritt beim Wettbewerb in der Mädchentoilette auf, beteiligt sich an der Suche nach einem verlorenen Klemmbrett und planscht in Amandas Whirlpool mit Baby Ruth, Tony Pajamas spielt Babysitter, die Show nimmt sich eine Auszeit für einen Hinterwäldlermoment, und Kyle spricht über sein Erlebnis mit einer Spinne bei „Total Kyle“. Amanda beendet die Show mit einem Mädchen aus dem Publikum, das ihr Hinweise gibt, wie sie von ihrer Erkältung geheilt wird...

#### Episode 17
Es ist die Drake Show! Nun, jedenfalls für eine kleine Weile, bis Amanda auftritt, aber herausfindet, dass ein Stargastbesucher fehlt! Die Show stattet dem Klutzrestaurant einen Besuch ab, Amanda interviewt Frankenstein, und Eenis und Lula Mae gehen nach draußen und schlagen irgendjemanden in einem Hinterwäldlermoment draußen. Penelope hat einen Streit um den Titel „Amanda's allergrößter Fan, bitte“, dann wird es gerade Zeit für eine Unterrichtsstunde mit Mr. Gullible, bevor die Show einmal mehr komplett beendet wird...

#### Episode 18
Penelopes Aufgabe, Amanda zu finden, lässt sie in die Toilette von irgendjemandem eintreffen, was fast genauso stinkt wie der erste Werbespot der Show über ein Spiel, das jedem gefallen wird: Reich das Stinktier weiter! Dann geht es zurück zur Show, Tony Pajamas und Richterin Trudy sind Kandidaten bei einer weiteren Ausgabe von „Also wollen Sie fünf Dollar gewinnen?“. Dann wird es gerade Zeit für „Moody's Point“, bevor die Show einmal mehr beendet wird und Amanda entdeckt, warum die Lichter ausgeblieben sind …

#### Episode 19
Amanda will die Welt zu einem besseren Ort machen, also geht sie vom Set, um die Kinder dazu zu kriegen, zu machen, was die Eltern wollen und Erfahrungen sammeln. Die Superspuckkugel 5000 ist diesmal der Werbespot. Diesmal sind die Verbrechen bekämpfenden Cheerleader actiongeladener und fesselnder, es gibt mehr Wendepunkte als in Law&Order. Es wird Zeit für einen neuen Hinterwäldlermoment; währenddessen singen Melody und Thad einige eher abschreckende Hochzeitsongs bei einer Trauung...

#### Episode 20
Drake versucht, den Truthahnbalancierrekord zu brechen, nur wird er von einer nervenden Penelope abgelenkt. Die Mädchen aus der Mädchentoilette veranstalten einen Talentwettbewerb. Die verrückte Courtney bekommt ein neues Piano, nur macht sie den Lehrer verrückt. Und der Weihnachtsmann ist der letzte Gast, der sich in Amandas Whirlpool in den Blasen vergnügt...

#### Episode 21
Diesmal gibt es eine Überraschung – ein Gratis-Sandwich – im Laden für einen glücklichen Zuschauer, während Amandas Showbeginn von einem Pizzalieferanten unterbrochen wird. Die Show geht besser zu einem Werbespot – und zu „Mein Schöner Großer Zeh“. Aber sie bleibt nicht zu lange weg, denn Richterin Trudy hat zwei fiese Fälle, über die sie Recht sprechen muss. Es gibt einen weiteren Besuch bei „Moody's Point“, und Mr. Oldman bekommt einige unwillkommene Anrufe mehr. All das und auch noch ein kahler Typ, der ein Autogramm von Amanda will...!

#### Episode 22
Diesmal sucht Amanda jemanden, der Joshs Chipstüte öffnet, aber es gibt einen schmerzvollen Moment, an dem sie sich ein wenig unwohl fühlt und einige medizinische Hinweise braucht. Es gibt eine Werbespotbotschaft über den Kleinen Verrückten Hutmann, und die Show geht bei Cookie Dooper einkaufen. Dann gibt es einige ernste, tatsächliche Dokumentationsprogramme, Penelope tauscht die Kleider mit Barney, und Kyle spricht in „Total Kyle“ über seinen Cousin in Jersey – bis er bemerkt, dass er keinen Cousin in Jersey hat. Und zum Schluss schafft Penelope es nach langem Leiden, Amanda zu treffen – aber ist es wirklich Amanda, oder nur ein verwechselbares Double...?

#### Episode 23
Penelope versucht diesmal, mit einer Grizzlybärverkleidung in Amandas Make-up-Zimmer zu gelangen, aber Amanda ist schon auf der Bühne, um einem Fan zu helfen, dessen Eltern ihn nicht die Amanda Show sehen lassen. Es gibt wichtige Werbespotneuigkeiten für Vegetarier, und mehr Geld zählt immer noch als Hauptgewinn für die Ahnungslosen in „Also wollen Sie fünf Dollar gewinnen?“ (eine Parodie von Shows wie Who Wants to Be a Millionaire?). Nach der Unterhaltung wird es Zeit für eine ernste Dokumentation mit den Verbrechen bekämpfenden Cheerleadern, mehr Klopf-Klopf-Witze in einem weiteren Hinterwäldlermoment, und ein großartiger Sketch, der total von Penelope unterbrochen wird. Außerdem interviewt Amanda Elvis in Amandas Whirlpool, und Amanda gibt einem glücklichen Zuschauer, der Geburtstag hat, fünfzigtausend Dollar...

#### Episode 24
Die Amanda Show fällt diesmal durch einen schlechten Start auf, als sie von der falschen Amanda begonnen wurde. Nachdem das Missverständnis beseitigt wurde, wird es Zeit für ein kurzes Wort über die „Mammal-O's“, die gesunden Cornflakes mit einem lebenden Nagetier in jeder Packung. Dann geht es zurück zur Action mit der verrückten Courtney, als sie eine Klassensprecherwahl sabotiert, es gibt einen kurzen Besuch bei „Moody's Point“, und Kyle erzählt in „Total Kyle“ der Show total über ein Radio. Außerdem wird Amandas Fleischsong von dem Geräusch eines Rasenmähers unterbrochen – irgendeiner mäht die Bühne...

#### Episode 25
Penelope findet diesmal einen einfachen Eingang zu den Studios, als sie sich in Trevor verliebt, der Sohn eines Sicherheitsmannes, aber Amanda ist schon auf der Bühne, um den Zahn eines Zuschauers zu ziehen. Es gibt mehr total geniale Videos, als Blockblister den authentischen „Face Ventura“ an einen unerfreuten Kunden verleiht, und diesmal ist der Gast in Amandas Whirlpool der Sitzende Bulle. Penelope kommt Amanda näher als jemals zuvor, aber sie verpasst ihre Chance, weil sie zu beschäftigt damit ist, Trevor zu küssen...

#### Episode 26
Penelope trifft diesmal einen berühmten Nickstar – nicht Amanda, sondern Noah (Phillip Van Dyke) aus „Was geht, Noah?“. In der Zwischenzeit findet Amanda heraus, dass sie den Notfallpiepser von irgendeinem anderen hat. Es gibt einen Besuch im Kekseladen mit Doreen und ihrem Vater, mit der Ausnahme, dass sie jetzt irgendetwas anderes verkaufen, und dieses irgendetwas Andere ist fleischig, und es gibt mehr wertvolle Zeit für Unterhaltung mit Amandas Whirlpool und einer weiteren Millionen-Dollar-Episode von „Gestrandet“. In der Zwischenzeit muss Penelope hinter der Bühne Noah an einen Stuhl binden, um ihn ihre Webseite sehen zu lassen, während Kyle der Show erzählt, was über mehr „Total Kyle“ durch seinen Kopf geht. Dann flüchtet Noah, aber gelangt auf die Bühne, als die Show gerade beendet wird. Sie denken, dass alles vorbei ist...

#### Episode 27
Amanda beginnt die Show, indem sie so gut wie allen ein High Five gibt, aber es ist keine Zeit dafür, denn diesmal ist die Mädchentoilette aus Versehen in der Jungstoilette! In der Zwischenzeit interviewt Amanda einen Typen aus der Schweiz, während Tony Pajamas und Candy Tulips ein anderes Problem haben. Es gibt einen weiteren Hinterwäldlermoment, bei dem Eenis dieses Mal mit irgendetwas Weichem auf den Kopf geschlagen wird, und Penelope ist auf dem Set von der Show, um Bilder von Amanda aufzuhängen. Es gibt mehr Ärger am Telefon für Mr. Oldman, und dann endet die Show überraschend, als ein Räuber eine der Kameras stiehlt...!

#### Episode 28
Penelope denkt, dass sie endlich mit Amanda sprechen wird, als sie ein Telefongast in der Show wird, aber das Notfallalarmsystem unterbricht die Übertragung. Amanda versucht, die Show zu beginnen, aber sie wird wegen Fleischbällchen unterbrochen, und Richterin Trudy schreibt sich an ihrem ersten Schultag ein, aber sie wird wegen eines Problems mit Haferflocken unterbrochen. Es wird gerade Zeit für einen kurzen Besuch bei „Moody's Point“. Bevor es Zeit ist, die Show zu beenden: Warum schneit es im Studio...?

#### Episode 29
Der weltbeste Bauchredner kommt diesmal zur Show, und Penelope ergreift ihre Chance, Amanda näher zu kommen. In der Zwischenzeit wird Amandas Showbeginn von einem Mann unterbrochen, der Italienisch spricht. Aber was in aller Welt sagt er? Es gibt einen Spezialbericht über die Gefahr, „Wenn Schulmaskottchen angreifen“, und diesmal ist Amandas Spezialgast in Amandas Whirlpool Moses. Die Show stattet den Lucklesses einen Besuch ab, einer Familie, die immer das größte Pech zu haben scheint, außerdem wird es Zeit für einen Hinterwäldlermoment, und Kyle spricht in „Total Kyle“ über eine kaputte Saite an seiner Gitarre...

#### Episode 30
Amanda macht diesmal ein Nickerchen, also übernehmen stattdessen Drake und Josh die Publikumsbegrüßung, aber das Publikum will nur Amanda! Es ist Zeit für eine Werbespotbotschaft über Schinken, das großartige neue Spielzeug für Jungs und Mädchen! Außerdem verleiht Blockblister weitere Filme mit hoher Qualität an unerfreute Kunden. Diesmal ist es „F-Men“! Die Show kreuzt im Keller von Sharon und Toby auf für eine Ausgabe von der Mutprobenshow und es gibt einen weiteren Hinterwäldlermoment, womit eine pinkfarbene Toilette gemeint ist, und Kyle beschreibt in „Total Kyle“ einen Traum, den er über sein Frühstück hatte...

### Staffel 3

#### Episode 31
Amanda zerschlägt eine Piñata, nur um Zahnseide, keine Süßigkeiten, darin zu finden. Amanda und der Rest haben eine explodierende Zeit, als sie „Knall-Knister-Kabumm“-Cornflakes essen. Die Show besucht wieder einmal den Klatsch und Tratsch aus der Mädchentoilette. Es wird Zeit für noch einen weiteren Hinterwäldlermoment. Und Amanda verursacht mehr Ärger für Mr. Oldman mit einigen Telefonstreichen mehr. Um die Show zu beenden, benutzt Amanda ihre beste Opernstimme, um Gläser zu zerbrechen. Wird es funktionieren...?

#### Episode 32
Amanda kommt auf die Bühne und erzählt ihrem Publikum, dass sie ihnen Brownies gemacht hat, aber sie verschwinden, während sie über sie spricht. Wer war es? Ein Werbespot über die sehr beliebte Superspuckkugel 5000 wird gezeigt. Mehr harte, herzbrechende Entscheidungen werden bei Richterin Trudy gefällt. Ein neues Drama wird bei „Moody's Point“ gezeigt. Und Josh will die Show beenden, aber wie weit wird er gehen, um Amanda davon abzuhalten, sie zu beenden...?

#### Episode 33
Als Amanda eine Hassmail über ihre Show erhält, geht sie, um die Person zur Rede zu stellen, die sie geschrieben hat. LunchBay.com, eine Seite, auf der dumme Leute das unappetitliche Mittagessen von anderen kaufen können, wird angeboten. Mehr Spaß mit Candy Tulips und Kelly, der Badewannenmeisterin. Es gibt noch einen weiteren Hinterwäldlermoment, und mehr „bedeutungsvolle“ Gespräche mit Kyle bei „Total Kyle“...

#### Episode 34
Amanda hat Schwierigkeiten, auf die Bühne zu gelangen, als sie in einen Streit hineingerät zwischen einem Freund und seiner eifersüchtigen Freundin, die denkt, dass ihr Freund Amanda anstarrt. Jetzt ist es Zeit für das neueste Spiel, das die Welt im Sturm eingenommen hat: Reich' das Stinktier weiter! Doreen und ihr Vater versuchen, in ihrem neuen Laden „Weenie Dooper“ Hot Dogs zu verkaufen. Es wird Zeit, mit einem neuen Gast (Ben Franklin) zu reden, natürlich in den aufsteigenden Blasen in Amandas Whirlpool. Mehr Klopf-Klopf-Witze in einem weiteren Hinterwäldlermoment, Penelope dringt in einen Kochsketch ein, in dem Amanda sich selbst in einem Topf kocht und es gibt mehr Telefonstreiche bei Mr. Oldman. Dann fordert Amanda Drake zu einem Armdrückwettbewerb heraus. Drake besiegt sie und Amanda lässt Drake Gitarre spielen und einen Song mit seiner Band, Drake 24/7, singen...

#### Episode 35
Amanda hat eine harte Zeit, wieder zu moderieren, als sie zwei Leuten begegnet, die glauben, dass sie in einer Spielshow seien. Es gibt ein Angebot über superrote Dragees. Anrufer rufen weiter an, um Sharon, Toby und deren Mutter zu demütigen. Eine sehr „talentierte Klasse“ ärgert eine Vertretungslehrerin. Penelope scheitert wieder einmal, Amanda zu treffen. Eenis hat mehr Klopf-Klopf-Spaß in einem weiteren Hinterwäldlermoment, während Amanda einen weiteren Gast in Amandas Whirlpool interviewt. Und zum Schluss bekommt die Show von Kyle ein weiteres seiner interessanten Gespräche...

#### Episode 36
Ein französischer Maler übernimmt die Show, weil er eine stillstehende Amanda braucht, um ihr Porträt zu malen. „Mein Schöner Großer Zeh“ wird angeboten. Die Show schaut bei Amber, Debbie, Sheila und Tammy in der Mädchentoilette vorbei. Und ein weiteres Drama ereignet sich noch bei den Kindern in „Moody's Point“. Aber wird das größte Rätsel aufgelöst...?

#### Episode 37
Amanda versucht, einen Roboter auszuschalten, aber stattdessen drückt sie versehentlich den „Töte-Drake“-Knopf. Richterin Trudy kehrt mit einem anderen Gerichtsschreiber zurück. Eenis und seine Familie präsentieren mehr Klopf-Klopf-Witze in einem Hinterwäldlermoment. Und Kyle erzählt in „Total Kyle“ noch von einem weiteren Tag in seinem Leben. Penelope beschließt, Amandas neuen Karatelehrer herauszufordern. Aber wird sie gewinnen...?

#### Episode 38
Penelope hypnotisiert Drake und Josh, sodass sie ihr erzählen können, wo Amanda ist, aber es schlägt fehl. Die Show trifft die Lucklesses, eine unglückliche und Pech habende Familie. König Heinrich VIII planscht in Amandas Whirlpool, um zu reden und auch, um ein paar Spaghetti zu bekommen. Es wird Zeit für einen Telefonstreich bei Mr. Oldman, während Eenis und Lula Mae Spaß in noch einem weiteren Hinterwäldlermoment haben...

#### Episode 39
Amanda verliert die untere Hälfte ihres Körpers, also entscheidet Kathy, ihn zu finden, weil Amanda keine Beine hat. Eine Erwachsenensteuerung wird angeboten. Die Show bekommt einen Blick auf ein schlecht gewordenes Hawaii in „Wenn Hulamädchen angreifen“. Wer wird der nächste Spezialgast sein, der sich in Amandas Whirlpool in den Blasen vergnügt? Die Show trifft auch die Impostors, eine Familie, die Schwierigkeiten hat, die Wahrheit über ihre Identität zu erzählen. Es wird Zeit für einen weiteren Hinterwäldlermoment mit Eenis und Lula Mae. Und jetzt hat die Show gerade Zeit für einen letzten Telefonstreich bei Mr. Oldman...

#### Episode 40
Nancy stellt Amanda und Drake dem „Costumatic 5000“ vor, einer Maschine, die einen schnell anzieht, aber sie hat einige Schwierigkeiten, die Maschine zu bedienen. Amandas Showbeginn wird von einer Fliege unterbrochen, die über der Bühne summt. Es gibt ein Angebot für „Warum nicht Sumo?“, gefolgt von mehr Respekt gegenüber Kindern bei Richterin Trudy. Die Show besucht auch die Extremes, eine Familie, die alles für extrem nimmt. Es wird Zeit für einen Hinterwäldlermoment und die Show sieht auch, wie Penelope einen Psychologen besucht. Es gibt mehr Telefonstreiche bei Mr. Oldman, einen weiteren Hinterwäldlermoment und mehr „interessante“ Themen mit „Total Kyle“. Um die Show zu beenden, wird Drake von drei riesigen Footballspielern gejagt, die ihren Football suchen...

### Die Best-Of-Episoden

#### Episode 41
Das Beste von den verrückten Familien: die Extremes, die Klutzes, die Literals und die Lucklesses.

#### Episode 42
Das Beste von Penelope Taynt: Die besten Sketches, in denen Penelope Taynt auftaucht.

#### Episode 43
Amandas Lieblinge: die Mädchentoilette, Courtney, Mr. Oldman, Blockblister und Cynthia Worthington.

#### Episode 44
Das Beste von Richterin Trudy: Die besten Sketches, in denen Richterin Trudy auftaucht.

#### Episode 45
Das Beste von Drake und Josh: die Mutprobenshow, Melody und Thad, Wenn…angreifen, Total Kyle und Tony Pajamas.

#### Episode 46
Das Beste von den Werbespots: Fleischbällchenflocken, Pophosen, Superspuckkugel 5000 und ferngesteuerte Unterhosen.

## Besonderheiten
- Die Webseite von der Amanda Show war www.AmandaPlease.com. Seit die Amanda Show abgesetzt wurde, ist die Webseite zwar immer noch da, jedoch von der Webseite www.nick.com abhängig; man wird beim Eingeben der alten Adresse über www.nick.com/amandaplease umgeleitet.
- Drake und Josh sind in der Show (seit der zweiten Staffel) sehr oft als Duo aufgetreten; der bekannteste Sketch mit Drake und Josh in den Hauptrollen war Tony Pajamas (Drake) und Paulie (Josh).
- In Folge 39 streiten sich Penelope Taynt und der Wachmann namens Barney um einen Shrimp. Der Shrimp fällt aus Penelopes Hand und landet im unteren Flur; Drake und Josh finden den Shrimp und fangen an, sich darüber zu streiten. Diese Szene wurde in den Credits von Drake & Josh und die Riesengarnele gezeigt und ist damit die einzige auf Deutsch synchronisierte Stelle aus der Amanda Show.
- Drake ist der einzige Darsteller aus der Amanda Show, der (abgesehen von Amanda selbst) in jeder Folge von der Amanda Show auftaucht. Die anderen Darsteller fehlen entweder einige Folgen oder sind in ganzen Staffeln nicht dabei.
- Ashley Tisdale hatte zwei Gastauftritte in der Amanda Show: Der erste Auftritt war in Episode 16; dort hat sie die Zuschauerin gespielt, die Amanda Tipps gegen ihre Erkältung gegeben hat. Der zweite Auftritt war in Episode 17; dort hat sie ein Mädchen gespielt, das sich mit Penelope Taynt um den Titel „Amandas allergrößter Fan, bitte“ gestritten hat.
- Jeremy Rowley, der in iCarly den verrückten und jähzornigen Portier Lewbert spielt, fällt auch in der Amanda Show wegen der Verkörperung von verrückten Figuren auf.
- Drake sang in Folge 34 den Song „Lost A Lover“, welcher der erste Song war, den Drake geschrieben hat.